# فاوستو أليمان
فاوستو أليمان (بالإسبانية: Fausto Alemán)‏ هو لاعب كرة قدم مكسيكي في مركز الوسط، ولد في 8 يوليو 1988 في مدينة مكسيكو في المكسيك. لعب مع طوروس نيزا.

## وصلات خارجية
- فاوستو أليمان على موقع Soccerway.com (الإنجليزية)